# Édouard Le Roy
Édouard Louis Emmanuel Julien Le Roy (Parigi, 18 giugno 1870 – Parigi, 9 novembre 1954) è stato un filosofo e teologo francese.

## Biografia
Terminati nel 1892 gli studi secondari s'iscrisse alla Scuola Normale superiore di Parigi nella sezione dedicata alle scienze. Nel 1895 conseguì il titolo di dottore in matematica e nel 1898 ottenne la laurea in scienze. Iniziò ad insegnare in vari licei di Parigi e nel 1909 venne nominato professore di matematiche speciali al rinomato liceo parigino Saint-Louis. Amico ed allievo di Bergson gli succedette nella cattedra di filosofia greca e latina al Collège de France. Nel 1919 fu eletto all'Accademia delle scienze morali e politiche.
Nel 1945 come successore di Bergson fece parte dei membri dell'Accademia di Francia.

## Il pensiero

### La svalutazione della scienza
Molto vicino al pensiero di Bergson e di Henri Poincaré, di cui condivide le critiche al positivismo e allo scientismo, Édouard Le Roy è convinto che la scienza non fornisca altro che un'utile schematizzazione della realtà valida pragmaticamente ma incapace di coglierne la vera essenza.
Come nota Nicola Abbagnano molto accentuata è in lui la critica antipositivistica nei confronti della scienza e del pensiero razionale: «La critica della scienza è perciò in lui una svalutazione totale del pensiero discorsivo. Le Roy ritiene che il merito di Bergson sia stato quello di aver affermato la subordinazione dell'idea alla realtà e della realtà all'azione e perciò di aver visto nell'azione il principio e il fine delle cose e nell'intelligenza solo una luce che ci guida e non già una forza che basti a sé stessa.»
La realtà è un continuo processo di evoluzione che partendo dalla materia, attraverso le forme vitali e l'uomo tende a un sempre maggiore perfezionamento.
La scienza soddisfa essenzialmente interessi pratici e a tal fine crea per economicità (secondo Ernst Mach) e comodità (secondo Poincaré)  convenzioni e finzioni di modo che l'intelletto riduce in frammenti la complessità della realtà vitale e crea fittiziamente i fatti sperimentali. Come disse Poicaré: per Le Roy: «è lo scienziato che crea il fatto» e lo fa ricorrendo a strumenti linguistici che trasformano i "fatti bruti", di cui quotidianamente facciamo esperienza, in "fatti scientifici", costruzioni artificiose che vengono sintetizzate nelle cosiddette leggi scientifiche che semplificano ciò che nella realtà è molto più complesso.
Come ha insegnato la lezione di Bergson la scienza si ostina a descrivere un mondo cristallizzato, "morto" e "rigido" dove invece opera lo slancio vitale che, segna l'evoluzione dell'uomo verso il regno della Noosfera, della spiritualità collettiva, che ha descritto Teilhard de Chardin.
Questa è la verità attinta dall'intuizione, reale strumento conoscitivo, che ci permette di cogliere in forma immediata e complessa la realtà.

### Il pensiero religioso
Le concezioni religiose di Le Roy lo fanno considerare vicino alle posizioni del modernismo, «sintesi di tutte le eresie» come fu definito nella enciclica Pascendi Dominici Gregis pubblicata nel 1907 da papa Pio X.
È sempre l'intuizione, afferma Le Roy, che ci permette di risolvere il primario problema religioso: quello dell'esistenza di Dio su cui ogni argomentazione razionale ha fallito.
Per Le Roy «L'affermazione di Dio è l'affermazione della realtà morale come realtà autonoma, indipendente, irriducibile, e anche forse come realtà prima.» Dio insomma è in noi stessi nella nostra spiritualità, nella nostra moralità.
Nicola Abbagnano approfondisce questa visione di Le Roy osservando come « [...] Le Roy dichiara egualmente false le concezioni dell'immanenza e della trascendenza di Dio.
Certamente, noi non conosciamo Dio che in noi stessi o nel mondo, e mai in sé stesso, e da questo punto di vista è immanente.
Ma Dio si rivela nel mondo e in noi ' mediante un appello di trascendenza, mediante un impulso a dilatarci senza fine, mediante un'esigenza di realizzazione indefinitamente progressiva che oltrepassa ogni realtà bell'è fatta '; e in questo senso è trascendente.
La trascendenza di Dio è in realtà per noi ' una vocazione di trascendenza '; e il problema vero non è quello della sua trascendenza, ma piuttosto quello della caduta per la quale l'uomo giunge ad essere in qualche misura separato da lui.»

### I dogmi
Sulla questione delle proposizioni dogmatiche che il cristiano deve accettare per vere Le Roy esprime il suo dissenso e non accetta il tentativo di assimilare i dogmi, dando loro una qualche dignità conoscitiva, ad atteggiamenti che si ritrovano anche in altre discipline del sapere come accade con «il comportamento del matematico, che si limiti a volte ad enunciare teoremi di semplice esistenza, e a quello del fisico che accetta spesso fatti di cui è incapace di dare una spiegazione teorica, o a quello dello storico che attinge le sue conoscenze sulla semplice base della testimonianza».
Il punto di partenza dei dogmi sono altri dogmi come l'esistenza di Dio, la verità della Rivelazione, l'autorità della Chiesa mentre non è così per le affermazioni, ad esempio, del matematico che pur sulla base di «...un teorema di semplice esistenza, vale a dire un teorema affermante l'esistenza di una soluzione inaccessibile in sé stessa, questo matematico ragiona altrettanto rigorosamente in questo punto, come in tutti gli altri della sua scienza.»
Ragionamenti che invece non compaiono nella dogmatica cristiana che afferma proposizioni « misterios[e], singolari, sconcertanti, a cui non corrisponde nulla di analogo nella nostra esperienza umana.»
Quindi «... sta di fatto che i dogmi costituiscono nel loro insieme un fascio di proposizioni inconguagliabile con l'insieme delle scienze positive. Né per il loro contenuto, né per la loro natura logica, le formule dogmatiche appartengono al medesimo piano di conoscenza cui appartengono le altre normali proposizioni dell'umano sapere.»
Il vero valore del dogma non è dunque quello di un impossibile sapere ma quello di escludere proposizioni erronee.
Il dogma ha essenzialmente un significato pratico, morale quello cioè di guidare il credente sulla retta via della dottrina religiosa.

## Opere
- Sur l'intégration des équations de chaleur (1898)
- Science et philosophie (1899)
- Dogme et critique (1907)
- Une philosophie nouvelle: Henri Bergson (1912)
- Qu'est-ce-que la Science?: réponse à André Metz (1926)
- L'Exigence idéaliste et le fait de l'évolution (1927)
- Les Origines humaines et l'évolution de l'intelligence (1928)
- Le problème de Dieu (1929)
- La Pensée intuitive. 2 vol.(1929-30)
- Introduction à l'étude du problème religieux (1944)
- Essai d'une philosophie première: l'exigence idéaliste et l'exigence morale, 2 vol., posthumes (1956-1958)